# کلایسترون

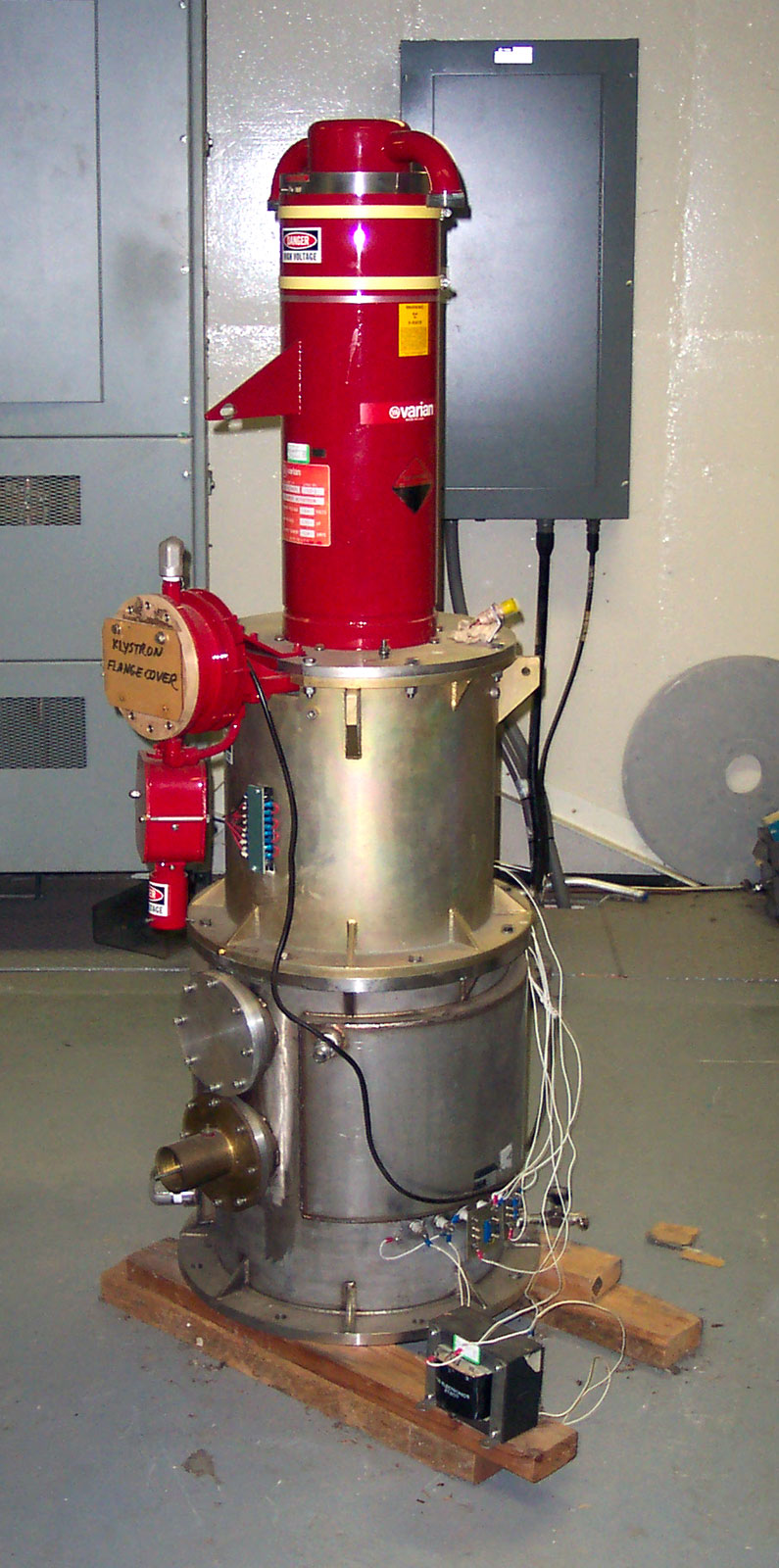
کلایسترون ۴۰۰ کیلووات مورد استفاده برای ارتباط فضاپیماها در مجتمع ارتباطات فضای دور کانبرا.

کلایسترون (به انگلیسی: klystron) یک نوع لامپ خلاء پرتو-خطی خاص است، که به عنوان تقویت کننده برای فرکانس‌های رادیویی بالا، از UHF تا محدوده میکروویو استفاده می‌شود. کلایسترون‌های کم توان به عنوان اسیلاتور در لینک‌های ارتباطی رله میکروویو زمینی استفاده می‌شود، در حالی که کلایسترون‌های توان بالا به عنوان لامپ‌های خروجی در فرستنده‌های تلویزیونی UHF، ارتباطات ماهواره ای، فرستنده های راداری و برای تولید نیروی محرک در شتاب‌دهنده‌های ذرات مدرن استفاده می‌شود.

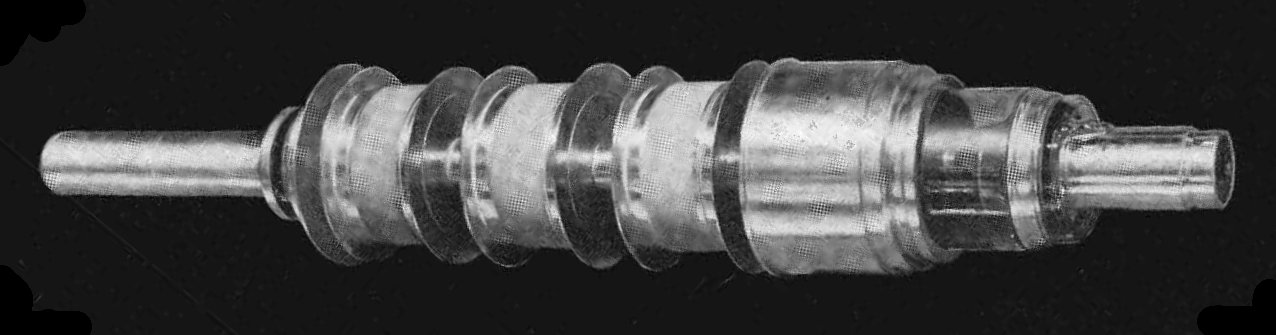
لامپ کلایسترون ۵ کیلوواتی که به عنوان تقویت کننده نیرو در فرستنده تلویزیونی UHF استفاده می‌شد (سال ۱۹۵۲).

در یک کلایسترون، یک پرتو الکترون با عبور از حفره‌های تشدید، یعنی جعبه‌های فلزی در طول یک لوله، با امواج رادیویی ارتباط برقرار می‌کند. پرتو الکترون ابتدا از حفره ای عبور می‌کند که سیگنال ورودی به آن اعمال می‌شود. انرژی پرتو الکترون سیگنال را تقویت می‌کند و سیگنال تقویت شده از یک حفره در انتهای دیگر لوله دریافت می‌شود. سیگنال خروجی را می‌توان به داخل حفره ورودی متصل کرد و یک اسیلاتور الکترونیکی برای تولید امواج رادیویی ایجاد کرد. بهره کلایسترون‌ها می‌تواند زیاد باشد، تا ۶۰ دسی بل (یک میلیون) یا بیشتر، با قدرت خروجی تا ده‌ها مگاوات، اما پهنای باند باریک است، معمولاً چند درصد است اگرچه در بعضی از دستگاه‌ها تا ۱۰٪ نیز ممکن است.
نام klystron از فعل یونانی κλύζω (klyzo) برگرفته از عمل امواج در برابر ساحل است و پسوند -τρον ("tron") به معنای مکانی است که عمل در آن اتفاق می‌افتد. نام «کلایسترون» توسط هرمان فرانکل، استاد گروه کلاسیک دانشگاه استنفورد هنگامی که کلایسترون هنوز در حال توسعه بود، پیشنهاد داده شد.

## تاریخچه
کلیسترون اولین منبع پرقدرت قابل توجه امواج رادیویی در محدوده میکروویو بود. قبل از اختراع آن تنها منبع موجود لامپ بارک‌هاوزن-کوتز و مگنترون آند تقسیم شده بود که به توان بسیار کم محدود بودند. این وسیله توسط برادران راسل و سیگورد واریان در دانشگاه استنفورد اختراع شد. نمونه اولیه آنها در ۳۰ اوت ۱۹۳۷ تکمیل و با موفقیت به نمایش درآمد. با انتشار خبر ساخت آن در سال ۱۹۳۹، اخبار مربوط به کلایسترون بلافاصله بر روی کار محققان آمریکایی و انگلیسی در زمینه تجهیزات رادار تأثیر گذاشت. برادران واریان کار خود را ادامه دادند تا شرکت همکاران واریان را برای تجارت فناوری (به عنوان مثال، ساخت شتاب‌دهنده‌های خطی کوچک برای تولید فوتون برای پرتودرمانی خارجی) تأسیس کنند. قبل از اختراع آنها آ.آرسنجوا-هایل و اسکار هایل (همسر و شوهر) در سال ۱۹۳۵ مدولاسیون سرعت را توصیف کرده بودند، اگرچه برادران واریان احتمالاً از کار خانواده هایل بی اطلاع بودند.
در طول جنگ جهانی دوم، نیروهای محور برای تولید میکروویو سیستم رادار خود، بیشتر به فناوری klystron (که در آن موقع کم توان بوده و طول موج بلندی داشتند) متکی بودند، در حالی که متفقین از مگنترون حفره ای که فناوری بسیار قدرتمندتر اما دارای رانش فرکانس بود، استفاده می‌کردند و میکروویو با طول موج یک سانتی‌متری تولید می‌کردند. از آن زمان تا امروز فناوری‌های لامپ کلایسترون برای کاربردهای بسیار پرقدرت، مانند سنکروترون و سیستم‌های راداری، توسعه یافته‌اند.

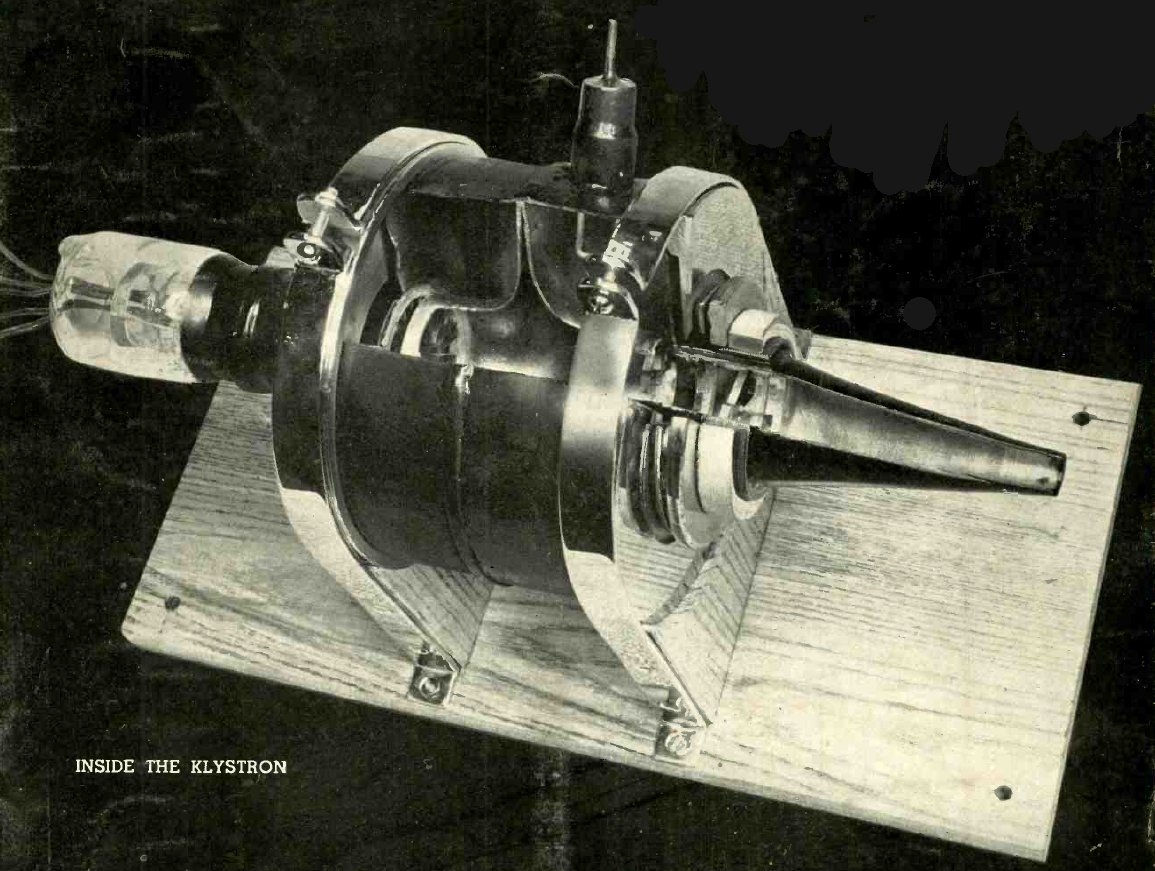
نمونه اولیه کلایسترون ساخته شده توسط وستینگ هوس در سال ۱۹۴۰. قسمتی از بدنه برای نشان دادن اجزای درونی برش داده شده‌است. در سمت چپ کاتد و آند شتابدهنده قرار دارد که پرتو الکترون را تولید می‌کند. در مرکز بین تکیه گاه‌های چوبی، لوله رانش قرار دارد که توسط دو تشدیدگر حفره ای دونات شکل احاطه شده‌است.

درست بعد از جنگ، AT&T از کلایسترون ۴ وات در شبکه جدید خود با اتصالات رله مایکروویو که قاره آمریکا را پوشش می‌داد، استفاده کرد. این شبکه خدمات تلفنی از راه دور و همچنین سیگنال‌های تلویزیونی را برای شبکه‌های اصلی تلویزیون ارائه می‌داد. همچنین شرکت وسترن یونیون تلگراف در آن زمان با استفاده از ایستگاه‌های تکرار کننده میانی در فواصل حدود ۴۰ مایل، با استفاده از کلایسترون‌های رفلکس 2K25، ارتباطات میکروویو را به صورت نقطه به نقطه ایجاد کرد و هم در فرستنده‌ها و هم گیرنده‌ها از آن استفاده کرد.